# MV Chauncy Maples
MV Chauncy Maples é um navio a motor e antigo navio a vapor que foi lançado em 1901 como SS Chauncy Maples . Ele passou toda a sua carreira no Lago Malawi (anteriormente mais conhecido como Lago Nyasa) e foi considerado o navio mais antigo a flutuar na África.  Por mais de cem anos de serviço, ela foi usada como clínica médica flutuante para apoiar os vários milhões de habitantes das margens do lago cuja expectativa média de vida é de 44 anos.

## História
Pouco tempo depois do explorador, missionário médico e anti-escravidão David Livingstone explorou o Lago Nyasa (o lago mais ao sul da África Oriental, o oitavo maior lago do mundo é o segundo lago mais profundo da África),  o estabelecimento de comunidades religiosas na beira do lago foi prejeitado. Um padre anglicano, Chauncy Maples era um deles. Ele foi nomeado bispo de Nyasaland. Durante sua viagem de retorno, o navio carregando-o afundou, e ele se afogou.

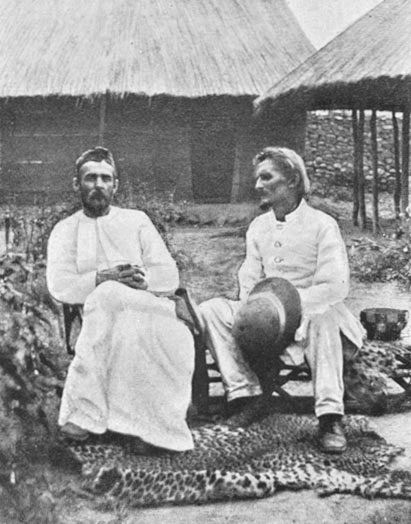
Archdeacon Chauncy Maples (à esquerda) com o colega em 1895

Posteriormente, como os planos para um grande navio a vapor eram a ser elaborado para servir as comunidades missionárias, o nome Chauncy Maples foi escolhido para esta embarcação.

#### Construção e entrega
Concebido e encomendado pela Missão das Universidades na África Central (UMCA), o navio foi um dos últimos projetos produzidos por Henry Marc Brunel.  O navio foi construído em Glasgow em 1899 antès de ser desmontado para ser transportado. Uma vez desmontado, o complexo kit de quase 3.481 peças foi transportado por cargueiro para a África Oriental portuguesa, depois rebocado por barcaça pelas águas do Zambeze.
A caldeira de 11 toneladas é transportada em uma única peça em uma carroça especial, puxada por 450 tribos Ngoni ao longo de 560 km através de terras infestadas de malária. As outras partes do navio são transportadas por homens e mulheres, viajando em média 5 km por dia.
A remontagem  do Chauncy Maples provou ser árdua. Levou dois anos para remontar; o navio foi finalmente lançado em 6 de junho de 1901 e nomeado apóso bispo Chauncy Maples.

## Objetivos
Os missionários trouxeram para a África muito mais do que religião. O navio tinha três tarefas principais:
- ser um navio-hospital para os habitantes,
- uma escola missionária,
- e um refúgio de emergência contra os traficantes de escravos.

Na realidade, os objetivos eram de importância mais global; como um dos fundadores da Missão, o Bispo de Oxford, Samuel Wilberforce, tinha deixado claro, a tarefa primordial era "o trabalho de civilizar o comércio, a extinção do tráfico de escravos e, se possível, a colonização da África ".

## Obra de Robert Howard

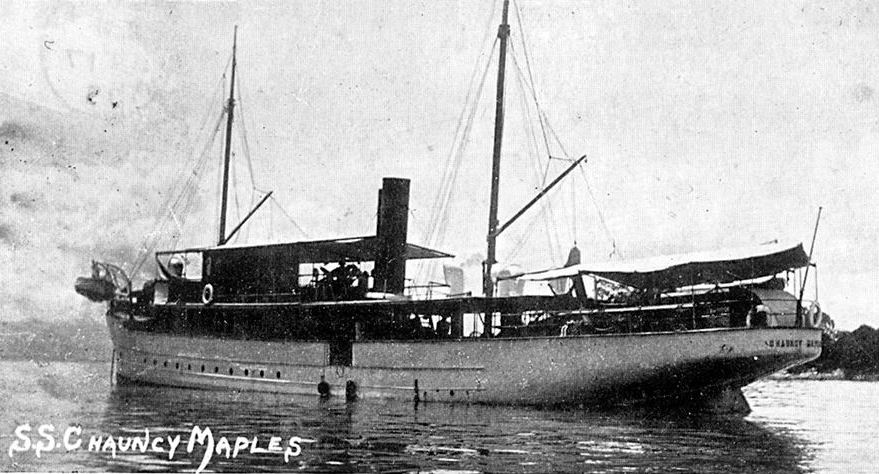
SS Chauncy Maples ancorado no Lago Nyasa quatro anos após seu lançamento

A chegada do Chauncy Maples e do doutor Robert Howard produziu uma mudança radical no nível e na qualidade do atendimento médico aos habitantes das margens do lago. O Howard rapidamente lançou as bases de um sistema de saúde robusto. Na década de 1930, muitas estações, incluindo as da periferia, tinham clínicas de saúde dirigidas por enfermeiras missionárias ou por assistentes africanos. Com a vantagem de detalhes sobre doenças locais coletados por outros médicos da área, principalmente das missões escocesas, o Howard adotou uma estratégia antimalária e, em conjunto com colegas da missão Blantyre, embarcou em um programa de vacinação contra a varíola. Ele supervisionou a destruição das zonas de reprodução dos mosquitos e promoveu medidas modernas de profilaxia da malária. As melhorias de Howard continuaram a ser descritas como "quase milagrosas" décadas depois.

## Serviço
O custo de manutenção do navio exigia um forte levantamento pesado sobra as reservas  locais. Com um calado que permitia o acesso a todas as áreas do lago, o navio era em grande parte autossustentável, seu motor a vapor usando a madeira retirada das áreas costeiras. Mas encontrar uma tripulação qualificada e preparada para aceitar salários baixos e as tribulações da vida no lago era uma coisa dificil. A insistência inflexível da Missão no celibato entre seu pessoal europeu foi um desafio de recrutamento ainda maior. Por trás de tudo isso estavam as tensões decorrentes da política intencional da Missão de superextensão de sua missão em torno do Lago Nyassa.
Além de um período de serviço durante a Primeira Guerra Mundial como transportador de tropas e canhoneira. o navio serviu os habitantes da Niassalândia até 1953, quando foi vendido e convertido em arrastão .  Em 1967, o governo do Malawi comprou-o, remodelou-o como navio de passageiros e de carga e substituiu o seu motor a vapor por um motor a diesel Crossley em linha.  Seu motor a vapor está preservado no Museu do Lago Malawi em Mangochi. O navio está atualmente em Lusumbwe.

## Projeto de restauração
Um projeto de restauração liderada pelo Governo do Malawi e apoiada pelo Chauncy Maples Malawi Trust no Reino Unido (uma parceria entre o Governo do Malawi e empresas como Thomas Miller, Mota-Engil e a Fundação Manual António da Mota) esperava que a embarcação voltasse à tarefa para a qual foi concebida : ser uma clínica flutuante, com uma equipe médica forneceria apoio e tratamento às pessoas que vivem nas margens do Lago Malawi. Os habitantes do lago do país atualmente não têm acesso a serviços de saúde e enfrentam altas taxas de malária, HIV-SIDA e tuberculose. A expectativa de vida ao nascer é de pouco menos de 53 anos.

Em 2017, a confiança anunciou que a restauração havia sido abandonada.

"O Chauncy Maples Malawi Trust (CMMT), sediado no Reino Unido, juntamente com a construtora portuguesa Mota-Engil, lamentam anunciar que o seu projeto conjunto para renovar a embarcação missionária de 100 anos, o Chauncy Maples, para funcionar como clínica móvel no Lago Malawi, não prosseguirá. À medida que as obras da embarcação avançavam, surgiram problemas técnicos imprevistos quanto à integridade do casco, o que fez com que os custos de reforma tenham escalado para além do que pode ser considerado economicamente viável – destacando-se que o objetivo da caridade é a entrega de saúde e o navio era apenas para ser o meio de entrega."

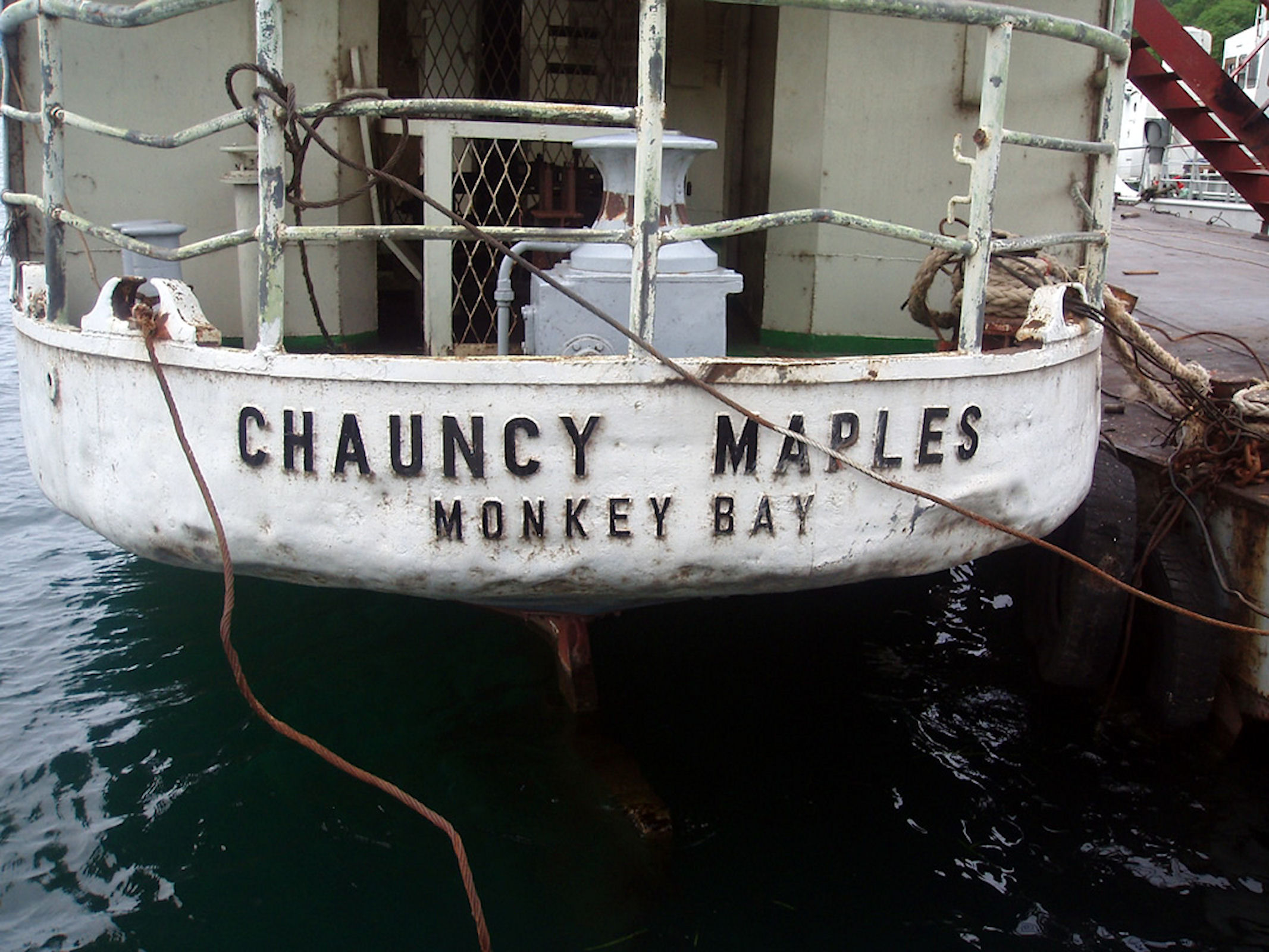
MV Chauncy Maples, Lusumbwe, lago Malawi, 2008